# Chrysopilus sinensis
Chrysopilus sinensis är en tvåvingeart som beskrevs av Yang 1997. Chrysopilus sinensis ingår i släktet Chrysopilus och familjen snäppflugor. Inga underarter finns listade i Catalogue of Life.